# Aguilar de Campos
Aguilar de Campos è un comune spagnolo di 356 abitanti situato nella comunità autonoma di Castiglia e León.